# Christoph Girschweiler
Christoph Girschweiler (* 21. Januar 1981) ist ein ehemaliger Schweizer Radrennfahrer.

## Leben
Christoph Girschweiler begann seine Karriere 2003 bei dem Radsport-Team Macandina-Kewa Rad-VC Gippingen. 2005 wechselte er zu dem Schweizer Continental Team Saeco-Romer’s-Wetzikon. Ein Jahr später wechselte er weiter zu dem österreichischen Professional Continental Team Team Volksbank. Ende der Saison 2006 beendete Girschweiler seine Karriere.
Nach einem positiven Dopingtest bei der Sachsen-Tour 2006 wurde Girschweiler verwarnt.

## Teams
- 2003 Macandina-Kewa Rad-VC Gippingen
- 2004 Macandina-Kewa Rad-VC Gippingen
- 2005 Saeco-Romer’s-Wetzikon
- 2006 Team Volksbank